# House Un-American Activities Committee
House Un-American Activities Committee (HUAC) eller House Committee on Un-American Activities (HCUA) var åren 1938–1975 en kommitté tillsatt av USA:s representanthus. Kommitténs arbete inriktade sig till en början på att undersöka amerikaner av tysk härstamning och deras eventuella inblandning i nazistiska aktiviteter och Ku Klux Klan, men övergick alltmer till att koncentrera sig på kartläggning av påstådd kommunistisk infiltration i olika amerikanska organisationer.
Kommitténs antikommunistiska undersökningar sammanblandas ofta med de aktiviteter som leddes av senator Joseph McCarthy under slutet av 1940-talet och början på 1950-talet, men denne hade som senator inte någon direkt koppling till HCUA.